# Phi Điệp Thám Tác

Hình bìa tờ Phi Điệp Thám Tác Số 1 năm 1981.

Phi Điệp Thám Tác (Hán Việt: 飞碟探索, Khám phá UFO) là tạp chí khoa học nổi tiếng duy nhất ở Trung Quốc tập trung vào đề tài UFO. Tạp chí này được xuất bản lần đầu vào ngày 25 tháng 2 năm 1981, do Nhà xuất bản Nhân dân Cam Túc (tiền thân của Tập đoàn Xuất bản Độc giả hiện nay) lập nên, đã đóng vai trò to lớn trong việc thúc đẩy nghiên cứu UFO ở Trung Quốc đại lục. Hiện tại tờ Phi Điệp Thám Tác do Công ty TNHH Xuất bản & Truyền thông Độc giả phát hành và nhóm thành viên của tạp chí này đảm nhận khâu biên tập. Phi Điệp Thám Tác xuất bản 12 số một năm, mỗi số dài 64 trang, toàn văn viết bằng chữ Hán giản thể.
Do ảnh hưởng của Internet đối với cách đọc báo giấy truyền thống dẫn đến mất dần người đọc khiến tạp chí đành phải tạm ngừng hoạt động kể từ năm 2019. Tháng 12 năm 2018 là số cuối cùng trước khi đình bản, và lại tiếp tục ra vào đầu tháng 6 năm 2020, duy trì 32 ấn phẩm 2 tháng một lần và xuất bản 6 tháng một năm. Trong số mới ra lần này còn đặt thêm mã QR trên trang chủ để mời các chuyên gia đăng tải những bài viết dưới dạng phiên bản âm thanh, đọc mở rộng nội dung liên quan và cách diễn giải thú vị về các chủ đề trong tạp chí.